# ジャニーズ事務所所属のタレント
ジャニーズ事務所所属のタレント（ジャニーズじむしょしょぞくのタレント）では、ジャニーズ事務所の後継団体であるSTARTO ENTERTAINMENTに所属しているタレントを一覧で取り挙げる。

## 所属タレント

### デビュー組
以下は、2025年7月22日時点の公式サイトのアーティスト欄に掲載のある者をデビュー日順に並べた表である。昇順/降順に並べ替え可能。
| 名前               | 生年月日（年齢）       | 所属するグループ | デビュー（ジュニア卒業）日 | 入所日         | かつて所属したグループ | NHK紅白歌合戦出場歴      |
| ------------------ | ---------------------- | ---------------- | -------------------------- | -------------- | ---------------------- | ------------------------ |
| 内海光司           | 1968年1月11日（57歳）  |                  | 1987年8月19日              | 1981年12月     | 光GENJI                | 光GENJIとして出場        |
| 佐藤アツヒロ       | 1973年8月30日（51歳）  |                  | 1987年8月19日              | 1986年8月30日  | 光GENJI                | 光GENJIとして出場        |
| 木村拓哉           | 1972年11月13日（52歳） |                  | 1991年9月9日               | 1987年11月15日 | SMAP                   | SMAPとして出場           |
| 城島茂             | 1970年11月17日（54歳） |                  | 1994年9月21日              | 1986年7月7日   | TOKIO                  | TOKIOとして出場          |
| 国分太一           | 1974年9月2日（50歳）   |                  | 1994年9月21日              | 1988年2月      | TOKIO                  | TOKIOとして出場          |
| 松岡昌宏           | 1977年1月11日（48歳）  |                  | 1994年9月21日              | 1989年         | TOKIO                  | TOKIOとして出場          |
| 坂本昌行           | 1971年7月24日（54歳）  | 20th Century     | 1995年11月1日              | 1988年2月      | V6                     | V6として出場             |
| 長野博             | 1972年10月9日（52歳）  | 20th Century     | 1995年11月1日              | 1986年4月      | V6                     | V6として出場             |
| 井ノ原快彦         | 1976年5月17日（49歳）  | 20th Century     | 1995年11月1日              | 1988年11月     | V6                     | V6として出場             |
| 堂本光一           | 1979年1月1日（46歳）   | DOMOTO           | 1997年7月21日              | 1991年5月5日   |                        | KinKi Kidsとして出場     |
| 相葉雅紀           | 1982年12月24日（42歳） | 嵐               | 1999年11月3日              | 1996年8月15日  |                        | 嵐として出場             |
| 大野智             | 1980年11月26日（44歳） | 嵐               | 1999年11月3日              | 1994年10月16日 |                        | 嵐として出場             |
| 櫻井翔             | 1982年1月25日（43歳）  | 嵐               | 1999年11月3日              | 1995年10月22日 |                        | 嵐として出場             |
| 小山慶一郎         | 1984年5月1日（41歳）   | NEWS             | 2003年11月7日              | 2001年1月21日  |                        |                          |
| 加藤シゲアキ       | 1987年7月11日（38歳）  | NEWS             | 2003年11月7日              | 1999年4月18日  |                        |                          |
| 増田貴久           | 1986年7月4日（39歳）   | NEWS             | 2003年11月7日              | 1998年11月8日  |                        |                          |
| 内博貴             | 1986年9月10日（38歳）  |                  | 2003年11月7日              | 1999年5月26日  | NEWS、関ジャニ∞        |                          |
| 横山裕             | 1981年5月9日（44歳）   | SUPER EIGHT      | 2004年8月25日              | 1996年12月25日 |                        | 関ジャニ∞として出場      |
| 村上信五           | 1982年1月26日（43歳）  | SUPER EIGHT      | 2004年8月25日              | 1996年12月25日 |                        | 関ジャニ∞として出場      |
| 丸山隆平           | 1983年11月26日（41歳） | SUPER EIGHT      | 2004年8月25日              | 1996年9月22日  |                        | 関ジャニ∞として出場      |
| 安田章大           | 1984年9月11日（40歳）  | SUPER EIGHT      | 2004年8月25日              | 1997年9月6日   |                        | 関ジャニ∞として出場      |
| 大倉忠義           | 1985年5月16日（40歳）  | SUPER EIGHT      | 2004年8月25日              | 1997年9月6日   |                        | 関ジャニ∞として出場      |
| 上田竜也           | 1983年10月4日（41歳）  |                  | 2006年3月22日              | 1998年6月22日  | KAT-TUN                | KAT-TUNとして出場        |
| 中丸雄一           | 1983年9月4日（41歳）   |                  | 2006年3月22日              | 1998年11月8日  | KAT-TUN                | KAT-TUNとして出場        |
| 山田涼介           | 1993年5月9日（32歳）   | Hey! Say! JUMP   | 2007年11月14日             | 2004年8月12日  |                        | Hey! Say! JUMPとして出場 |
| 知念侑李           | 1993年11月30日（31歳） | Hey! Say! JUMP   | 2007年11月14日             | 2003年6月2日   |                        | Hey! Say! JUMPとして出場 |
| 中島裕翔           | 1993年8月10日（32歳）  | Hey! Say! JUMP   | 2007年11月14日             | 2004年3月28日  |                        | Hey! Say! JUMPとして出場 |
| 有岡大貴           | 1991年4月15日（34歳）  | Hey! Say! JUMP   | 2007年11月14日             | 2003年6月2日   |                        | Hey! Say! JUMPとして出場 |
| 髙木雄也           | 1990年3月26日（35歳）  | Hey! Say! JUMP   | 2007年11月14日             | 2004年6月12日  |                        | Hey! Say! JUMPとして出場 |
| 伊野尾慧           | 1990年6月22日（35歳）  | Hey! Say! JUMP   | 2007年11月14日             | 2001年9月23日  |                        | Hey! Say! JUMPとして出場 |
| 八乙女光           | 1990年12月2日（34歳）  | Hey! Say! JUMP   | 2007年11月14日             | 2002年12月1日  |                        | Hey! Say! JUMPとして出場 |
| 薮宏太             | 1990年1月31日（35歳）  | Hey! Say! JUMP   | 2007年11月14日             | 2001年9月23日  |                        | Hey! Say! JUMPとして出場 |
| 岡本圭人           | 1993年4月1日（32歳）   |                  | 2007年11月14日             | 2006年8月14日  | Hey! Say! JUMP         | Hey! Say! JUMPとして出場 |
| 千賀健永           | 1991年3月23日（34歳）  | Kis-My-Ft2       | 2011年8月10日              | 2003年4月13日  |                        | Kis-My-Ft2として出場     |
| 宮田俊哉           | 1988年9月14日（36歳）  | Kis-My-Ft2       | 2011年8月10日              | 2001年2月4日   |                        | Kis-My-Ft2として出場     |
| 横尾渉             | 1986年5月16日（39歳）  | Kis-My-Ft2       | 2011年8月10日              | 2001年2月4日   |                        | Kis-My-Ft2として出場     |
| 藤ヶ谷太輔         | 1987年6月25日（38歳）  | Kis-My-Ft2       | 2011年8月10日              | 1998年11月8日  |                        | Kis-My-Ft2として出場     |
| 玉森裕太           | 1990年3月17日（35歳）  | Kis-My-Ft2       | 2011年8月10日              | 2002年12月1日  |                        | Kis-My-Ft2として出場     |
| 二階堂高嗣         | 1990年8月6日（35歳）   | Kis-My-Ft2       | 2011年8月10日              | 2001年2月4日   |                        | Kis-My-Ft2として出場     |
| 中島健人           | 1994年3月13日（31歳）  |                  | 2011年11月16日             | 2008年4月20日  | Sexy Zone              | Sexy Zoneとして出場      |
| 佐藤勝利           | 1996年10月30日（28歳） | timelesz         | 2011年11月16日             | 2010年10月30日 |                        | Sexy Zoneとして出場      |
| 菊池風磨           | 1995年3月7日（30歳）   | timelesz         | 2011年11月16日             | 2008年4月27日  |                        | Sexy Zoneとして出場      |
| 松島聡             | 1997年11月27日（27歳） | timelesz         | 2011年11月16日             | 2011年2月6日   |                        | Sexy Zoneとして出場      |
| 寺西拓人           | 1994年12月31日（30歳） | timelesz         | 2021年4月22日              | 2008年4月20日  |                        |                          |
| 原嘉孝             | 1995年9月25日（29歳）  | timelesz         | 2021年4月22日              | 2010年10月30日 |                        |                          |
| 橋本将生           | 1999年10月17日（25歳） | timelesz         | 2025年2月15日              | 2025年2月15日  |                        |                          |
| 猪俣周杜           | 2001年8月17日（24歳）  | timelesz         | 2025年2月15日              | 2025年2月15日  |                        |                          |
| 篠塚大輝           | 2002年7月9日（23歳）   | timelesz         | 2025年2月15日              | 2025年2月15日  |                        |                          |
| 橋本良亮           | 1993年7月15日（32歳）  | A.B.C-Z          | 2012年2月1日               | 2004年8月12日  |                        |                          |
| 戸塚祥太           | 1986年11月13日（38歳） | A.B.C-Z          | 2012年2月1日               | 1999年4月25日  |                        |                          |
| 五関晃一           | 1985年6月17日（40歳）  | A.B.C-Z          | 2012年2月1日               | 1998年6月20日  |                        |                          |
| 塚田僚一           | 1986年12月10日（38歳） | A.B.C-Z          | 2012年2月1日               | 1998年11月8日  |                        |                          |
| 河合郁人           | 1987年10月20日（37歳） |                  | 2012年2月1日               | 1999年5月9日   | A.B.C-Z                |                          |
| 重岡大毅           | 1992年8月26日（32歳）  | WEST.            | 2014年4月23日              | 2006年10月8日  |                        |                          |
| 桐山照史           | 1989年8月31日（35歳）  | WEST.            | 2014年4月23日              | 2002年7月13日  |                        |                          |
| 中間淳太           | 1987年10月21日（37歳） | WEST.            | 2014年4月23日              | 2003年2月10日  |                        |                          |
| 神山智洋           | 1993年7月1日（32歳）   | WEST.            | 2014年4月23日              | 2004年2月21日  |                        |                          |
| 藤井流星           | 1993年8月18日（31歳）  | WEST.            | 2014年4月23日              | 2006年10月8日  |                        |                          |
| 濵田崇裕           | 1988年12月19日（36歳） | WEST.            | 2014年4月23日              | 2002年7月13日  |                        |                          |
| 小瀧望             | 1996年7月30日（29歳）  | WEST.            | 2014年4月23日              | 2008年7月17日  |                        |                          |
| 長谷川純           | 1985年10月29日（39歳） |                  | 2015年10月15日             | 1998年5月2日   |                        |                          |
| 福田悠太           | 1986年11月15日（38歳） | ふぉ〜ゆ〜       | 2018年3月13日              | 1997年6月22日  |                        |                          |
| 辰巳雄大           | 1986年11月25日（38歳） | ふぉ〜ゆ〜       | 2018年3月13日              | 1998年6月20日  |                        |                          |
| 越岡裕貴           | 1986年10月5日（38歳）  | ふぉ〜ゆ〜       | 2018年3月13日              | 1998年11月8日  |                        |                          |
| 松崎祐介           | 1986年10月20日（38歳） | ふぉ〜ゆ〜       | 2018年3月13日              | 1998年6月20日  |                        |                          |
| 永瀬廉             | 1999年1月23日（26歳）  | King & Prince    | 2018年5月23日              | 2011年4月3日   |                        | King & Princeとして出場  |
| 髙橋海人           | 1999年4月3日（26歳）   | King & Prince    | 2018年5月23日              | 2013年7月24日  |                        | King & Princeとして出場  |
| ジェシー           | 1996年6月11日（29歳）  | SixTONES         | 2020年1月22日              | 2006年9月11日  |                        | SixTONESとして出場       |
| 京本大我           | 1994年12月3日（30歳）  | SixTONES         | 2020年1月22日              | 2006年5月4日   |                        | SixTONESとして出場       |
| 松村北斗           | 1995年6月18日（30歳）  | SixTONES         | 2020年1月22日              | 2009年2月15日  |                        | SixTONESとして出場       |
| 髙地優吾           | 3月8日（年齢非公開）   | SixTONES         | 2020年1月22日              | 2009年5月24日  |                        | SixTONESとして出場       |
| 森本慎太郎         | 1997年7月15日（28歳）  | SixTONES         | 2020年1月22日              | 2006年10月1日  |                        | SixTONESとして出場       |
| 田中樹             | 1995年6月15日（30歳）  | SixTONES         | 2020年1月22日              | 2008年4月20日  |                        | SixTONESとして出場       |
| 岩本照             | 1993年5月17日（32歳）  | Snow Man         | 2020年1月22日              | 2006年10月1日  |                        | Snow Manとして出場       |
| 深澤辰哉           | 1992年5月5日（33歳）   | Snow Man         | 2020年1月22日              | 2004年8月12日  |                        | Snow Manとして出場       |
| ラウール           | 2003年6月27日（22歳）  | Snow Man         | 2020年1月22日              | 2015年5月2日   |                        | Snow Manとして出場       |
| 渡辺翔太           | 1992年11月5日（32歳）  | Snow Man         | 2020年1月22日              | 2005年6月26日  |                        | Snow Manとして出場       |
| 向井康二           | 1994年6月21日（31歳）  | Snow Man         | 2020年1月22日              | 2006年10月8日  |                        | Snow Manとして出場       |
| 阿部亮平           | 1993年11月27日（31歳） | Snow Man         | 2020年1月22日              | 2004年8月12日  |                        | Snow Manとして出場       |
| 目黒蓮             | 1997年2月16日（28歳）  | Snow Man         | 2020年1月22日              | 2010年10月30日 |                        | Snow Manとして出場       |
| 宮舘涼太           | 1993年3月25日（32歳）  | Snow Man         | 2020年1月22日              | 2005年10月1日  |                        | Snow Manとして出場       |
| 佐久間大介         | 1992年7月5日（33歳）   | Snow Man         | 2020年1月22日              | 2005年9月25日  |                        | Snow Manとして出場       |
| 林翔太             | 1990年2月8日（35歳）   |                  | 2020年6月20日              | 2001年1月21日  |                        |                          |
| 室龍太             | 1989年5月25日（36歳）  |                  | 2021年4月22日              | 2003年10月28日 |                        |                          |
| 高田翔             | 1993年9月14日（31歳）  |                  | 2021年4月22日              | 2007年12月19日 |                        |                          |
| 西畑大吾           | 1997年1月9日（28歳）   | なにわ男子       | 2021年11月12日             | 2011年4月3日   |                        | なにわ男子として出場     |
| 大西流星           | 2001年8月7日（24歳）   | なにわ男子       | 2021年11月12日             | 2012年7月14日  |                        | なにわ男子として出場     |
| 道枝駿佑           | 2002年7月25日（23歳）  | なにわ男子       | 2021年11月12日             | 2014年11月23日 |                        | なにわ男子として出場     |
| 高橋恭平           | 2000年2月28日（25歳）  | なにわ男子       | 2021年11月12日             | 2014年11月23日 |                        | なにわ男子として出場     |
| 長尾謙杜           | 2002年8月15日（23歳）  | なにわ男子       | 2021年11月12日             | 2014年11月23日 |                        | なにわ男子として出場     |
| 藤原丈一郎         | 1996年2月8日（29歳）   | なにわ男子       | 2021年11月12日             | 2004年2月21日  |                        | なにわ男子として出場     |
| 大橋和也           | 1997年8月9日（28歳）   | なにわ男子       | 2021年11月12日             | 2009年4月3日   |                        | なにわ男子として出場     |
| 宮近海斗           | 1997年9月22日（27歳）  | Travis Japan     | 2022年10月28日             | 2010年10月30日 |                        |                          |
| 中村海人           | 1997年4月15日（28歳）  | Travis Japan     | 2022年10月28日             | 2010年10月30日 |                        |                          |
| 七五三掛龍也       | 1995年6月23日（30歳）  | Travis Japan     | 2022年10月28日             | 2009年2月15日  |                        |                          |
| 川島如恵留         | 1994年11月22日（30歳） | Travis Japan     | 2022年10月28日             | 2007年10月14日 |                        |                          |
| 吉澤閑也           | 1995年8月10日（30歳）  | Travis Japan     | 2022年10月28日             | 2009年5月24日  |                        |                          |
| 松田元太           | 1999年4月19日（26歳）  | Travis Japan     | 2022年10月28日             | 2011年2月10日  |                        |                          |
| 松倉海斗           | 1997年11月14日（27歳） | Travis Japan     | 2022年10月28日             | 2010年10月30日 |                        |                          |
| 今江大地           | 1995年11月6日（29歳）  |                  | 2023年1月1日               | 2009年4月3日   |                        |                          |
| 松本幸大           | 1989年1月13日（36歳）  |                  | 2023年8月20日              | 2003年4月12日  |                        |                          |
| 冨岡健翔           | 1992年7月8日（33歳）   |                  | 2023年8月20日              | 2001年9月23日  |                        |                          |
| 野澤祐樹           | 1992年12月30日（32歳） |                  | 2023年8月20日              | 2005年6月12日  |                        |                          |
| 正門良規           | 1996年11月28日（28歳） | Aぇ! group       | 2024年5月15日              | 2011年4月3日   |                        |                          |
| 末澤誠也           | 1994年8月24日（30歳）  | Aぇ! group       | 2024年5月15日              | 2009年4月3日   |                        |                          |
| 草間リチャード敬太 | 1996年1月11日（29歳）  | Aぇ! group       | 2024年5月15日              | 2009年2月13日  |                        |                          |
| 小島健             | 1999年6月25日（26歳）  | Aぇ! group       | 2024年5月15日              | 2012年7月14日  |                        |                          |
| 佐野晶哉           | 2002年3月13日（23歳）  | Aぇ! group       | 2024年5月15日              | 2016年8月2日   |                        |                          |
| 藤井直樹           | 2000年9月18日（24歳）  |                  | 2025年7月1日               | 2016年1月23日  |                        |                          |

### 過去に所属していたタレント・グループ
- 過去のジャニーズ所属者
- ジャニーズJr. 解散したグループ
  - ジャニーズJr.解散グループ (1990年以前)
  - ジャニーズJr.解散グループ (1990年以降)
  - ジャニーズJr.解散グループ (2000年以降)
- ジャニーズ関連企画ユニット
- ジャニーズ関連OBユニット

### 所属レコード会社・レーベル
自社レーベルのほか、ジャニーズ事務所（現：STARTO ENTERTAINMENT）所属タレントの一部は、他のレコード会社に所属している。
| 名前           | 所属レコード会社                           | 所属レーベル                   |
| -------------- | ------------------------------------------ | ------------------------------ |
| 木村拓哉       | ビクターエンタテインメント                 | Victor Entertainment           |
| 嵐             | ストームレーベルズ                         | Storm Labels                   |
| Hey! Say! JUMP | ストームレーベルズ                         | Storm Labels                   |
| なにわ男子     | ストームレーベルズ                         | Storm Labels                   |
| SUPER EIGHT    | ストームレーベルズ                         | INFINITY RECORDS               |
| DOMOTO         | ストームレーベルズ                         | ELOV-Label                     |
| NEWS           | ストームレーベルズ                         | ELOV-Label                     |
| WEST.          | ストームレーベルズ                         | ELOV-Label                     |
| 20th Century   | エイベックス・ミュージック・クリエイティヴ | MENT RECORDING                 |
| Kis-My-Ft2     | エイベックス・ミュージック・クリエイティヴ | MENT RECORDING                 |
| 舞祭組         | エイベックス・ミュージック・クリエイティヴ | MENT RECORDING                 |
| Snow Man       | エイベックス・ミュージック・クリエイティヴ | MENT RECORDING                 |
| A.B.C-Z        | ポニーキャニオン                           | ポニーキャニオン               |
| King & Prince  | ユニバーサルミュージック                   | Project K&P                    |
| timelesz       | ユニバーサルミュージック                   | Over The Top                   |
| Aぇ! group     | ユニバーサルミュージック                   | ユニバーサルミュージック       |
| SixTONES       | ソニー・ミュージックレーベルズ             | ソニー・ミュージックレーベルズ |
| 中島健人       | ソニー・ミュージックレーベルズ             | ソニー・ミュージックレーベルズ |
| Travis Japan   | ユニバーサル ミュージック グループ         | Capitol Records                |
| ジュニア       | ストームレーベルズ                         | JI Label（2023年まで）         |

#### 過去の所属実績
解散、退所したグループやタレントも含めて記載する（但し、退所した者についてはジャニーズ事務所所属時代のみを記載）。
| 名前                     | 所属レーベル |
| ------------------------ | --- |
| ジャニーズ               | ビクターレコード |
| フォーリーブス           | CBS・ソニー |
| 郷ひろみ                 | CBS・ソニー |
| 豊川誕                   | CBS・ソニー |
| 川﨑麻世                 | CBS・ソニー |
| シブがき隊               | CBS・ソニー |
| 田原俊彦                 | NAVレコード → キャニオン・レコード/NAV → ポニーキャニオン/NAV                                                                             |
| 近藤真彦                 | RVC（現・Ariola Japan） → ソニー・ミュージックレコーズ                                                                                    |
| 中村繁之                 | ワーナー・パイオニア |
| 少年隊                   | ワーナー・パイオニア → ワーナーミュージック・ジャパン → ポニーキャニオン → ジャニーズ・エンターテイメント → Johnny's Entertainment Record |
| 光GENJI                  | キャニオン・レコード → ポニーキャニオン                                                                                                   |
| 男闘呼組                 | BMGビクター |
| 忍者                     | 日本コロムビア |
| SMAP                     | ビクター音楽産業 → ビクターエンタテインメント → JVCケンウッド・ビクターエンタテインメント                                                 |
| TOKIO                    | ソニー・レコード → ユニバーサルJ → Storm Lavels                                                                                           |
| V6                       | avex trax |
| タッキー&翼              | avex trax |
| 屋良朝幸                 | avex trax |
| 三宅健                   | MENT RECORDING |
| DOMOTO（KinKi Kids）     | ジャニーズ・エンターテイメント |
| NEWS                     | ジャニーズ・エンターテイメント |
| WEST.（ジャニーズWEST）  | ジャニーズ・エンターテイメント |
| 嵐                       | ポニーキャニオン |
| timelesz（Sexy Zone）    | ポニーキャニオン |
| 山下智久                 | ジャニーズ・エンタテイメント → ワーナーミュージック・ジャパン → SME Records                                                               |
| SUPER EIGHT（関ジャニ∞） | テイチクレコード → インペリアルレコード                                                                                                   |
| KAT-TUN                  | J-One Records → Storm Labels |
| 赤西仁                   | ワーナーミュージック・ジャパン |
| 中山優馬                 | ジャニーズ・エンターテイメント → ELOV-Label                                                                                               |